# Rue Piroux
La rue Piroux est une voie de la commune française de Nancy, dans le département de Meurthe-et-Moselle, en région Lorraine (Grand Est).

## Situation et accès
Située dans le quartier de Charles III - Centre-Ville, la voie est au centre du ban communal de Nancy. Elle relie la rue Raymond-Poincaré et l'avenue Foch.
Avant les travaux de 2013 elle se prolongeait par la rue Crampel en passant devant le parvis de la gare. Elle aboutit maintenant dans le parking souterrain situé sous la Place Simone-Veil avec une entrée et une sortie et une voie réservée aux taxis.

## Origine du nom
Son nom vient du professeur et éducateur français Joseph Piroux. Mort à Nancy le 26 juillet 1884, il fut précurseur dans l'éducation des sourds, fondateur de l'Institut des sourds et muets à Nancy en 1827.
Il fonde, en 1845, une Société de patronage pour les sourds-muets, aveugles et orphelins. Il écrit, d'autre part, un Vocabulaire des Sourds-Muets et une Méthode de Dactylographie. Il est, au XIXe siècle, une des grandes figures de la bienfaisance à Nancy.

## Historique
La rue Piroux, comme la rue Crampel, fait à l'origine partie du domaine de la gare. Elles sont aménagées toutes les deux en même temps que la construction, vers 1850, de celle-ci et classées et dénommées en voie urbaine en 1892.
Au XXe siècle, la rue Piroux est élargie pendant la destruction du quartier Thiers pour permettre la construction, en 1973-1976, de la gigantesque tour Thiers.

## Bâtiments remarquables et lieux de mémoire
- Gare de Nancy-Ville dont le bâtiment est conçu par l'architecte Charles-François Chatelain et l'ingénieur Jacquiné, mise en service en 1856, a eu de nombreux rajeunissements.
- Tour Thiers : tour construite en 1975 par les architectes Michel Folliasson et Jean-Jacques Binoux. La hauteur totale est de 104 m et la tour dispose d'un parking souterrain sur 2 niveaux[2].

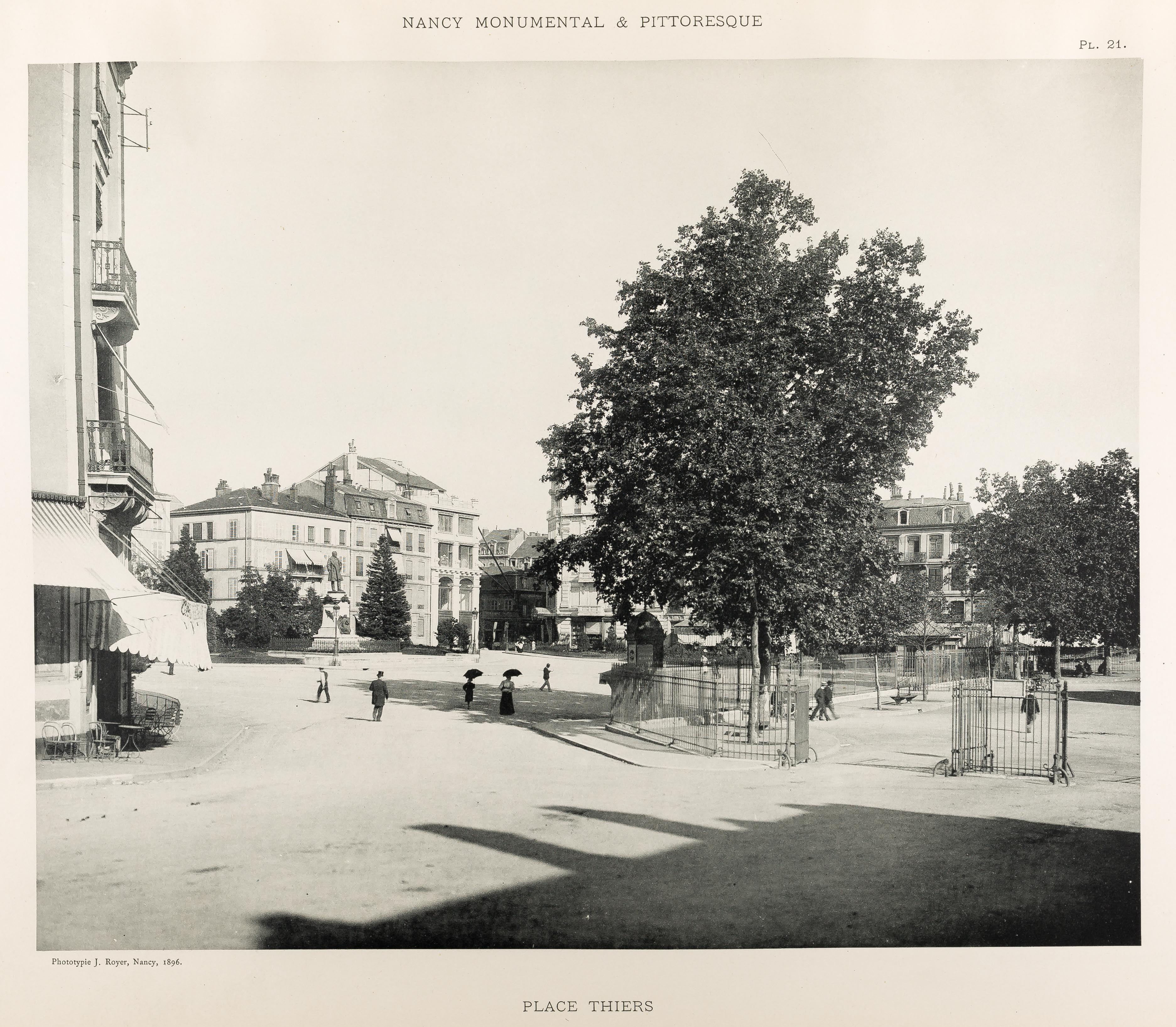
La place Thiers vue depuis la rue Piroux en 1896.
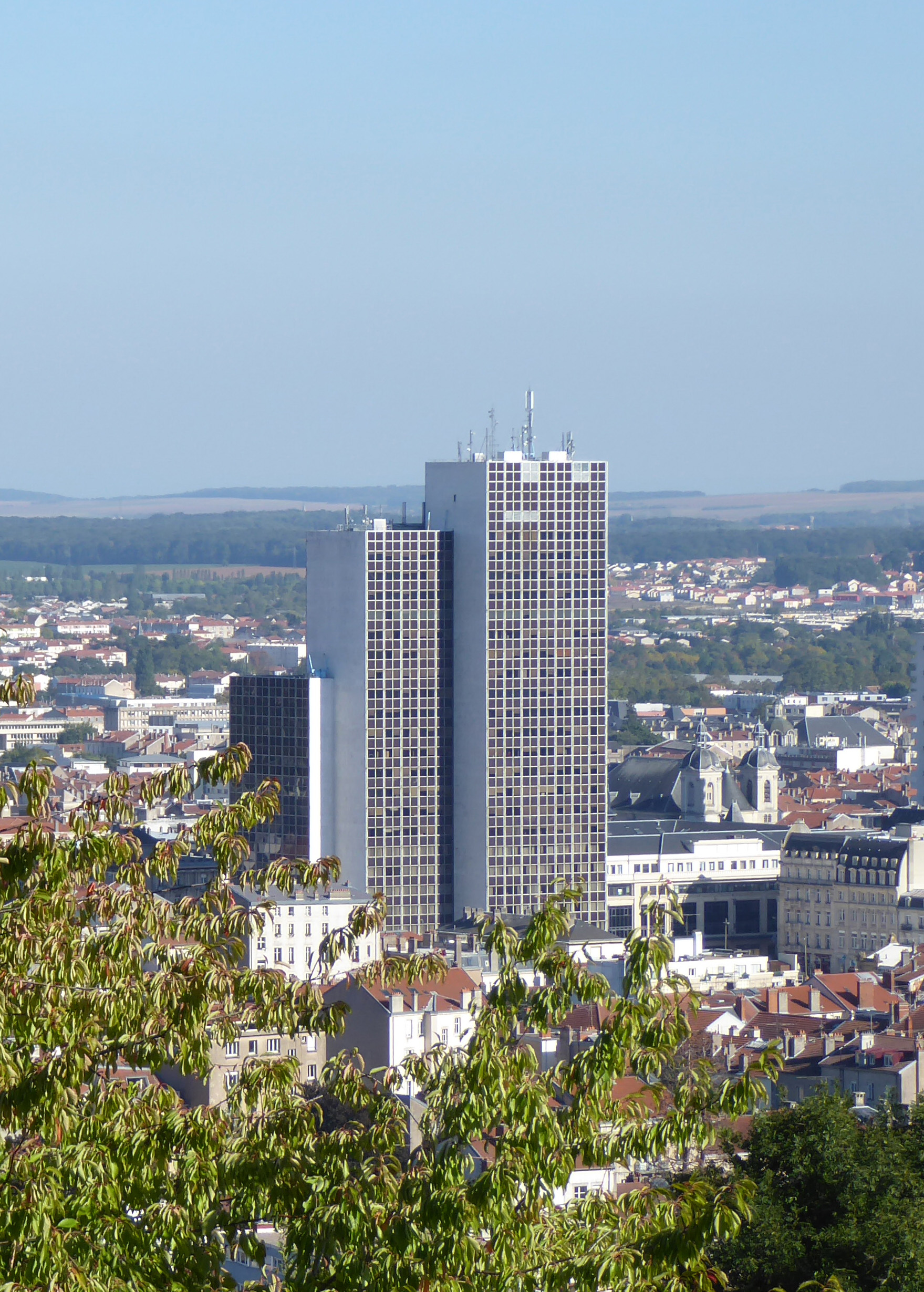
Tour Thiers, située au no 4-6 rue Piroux.